# Retrato de los niños Graham
Retrato de los niños Graham es un «retrato de grupo» obra del pintor británico William Hogarth. Está realizado en óleo sobre lienzo. Mide 160,5 cm de alto y 181 cm de ancho. Fue pintado en 1742, encontrándose actualmente en la  National GalleryLondres, Reino Unido. 
Este cuadro es un encargo del doctor Graham, farmacéutico del hospital de Chelsea en Londres.
Hogarth representa a los cuatro hijos del doctor, vestidos de domingo con claros trajes de seda. Son figuras animadas, vivaces, con rostros rosados y frescos.
A la izquierda puede verse, a modo de alegoría, un Cronos infantil decorando un reloj, lo que simboliza el tiempo y la fugacidad. A la derecha, un gato acecha al pájaro que hay dentro de la jaula, lo que se ha entendido como símbolo de la amenaza a la inocencia sexual. Otros detalles aluden a esa fugacidad de la juventud y la inocencia:

## Detalles

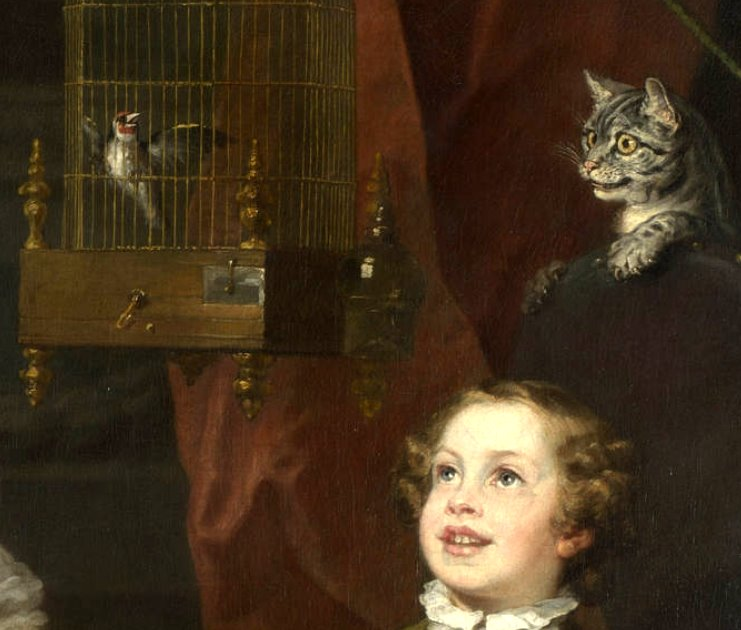
El gato y su presa.
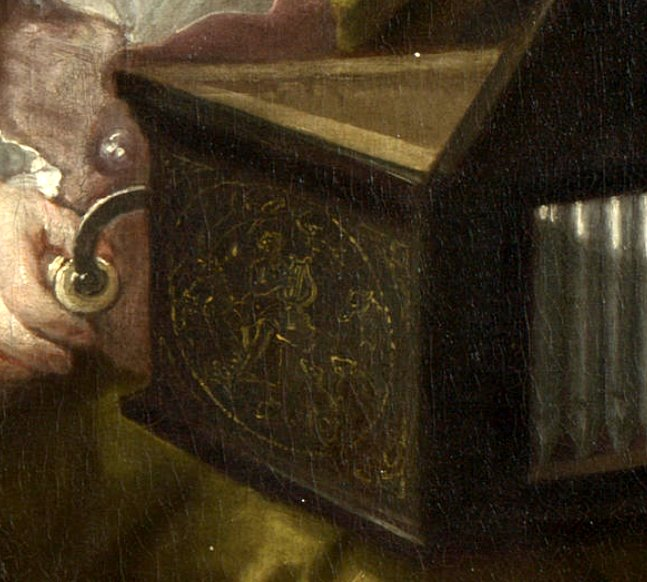
Orfeo grabado en el órgano.
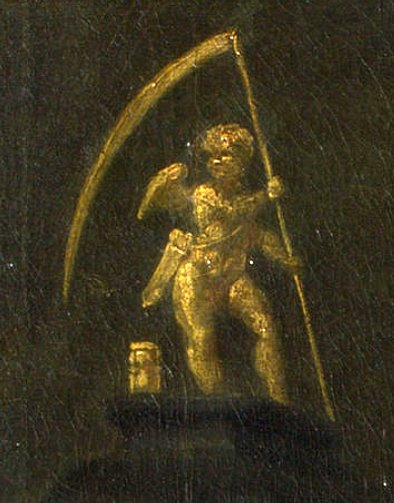
Tiempo con guadaña y reloj.
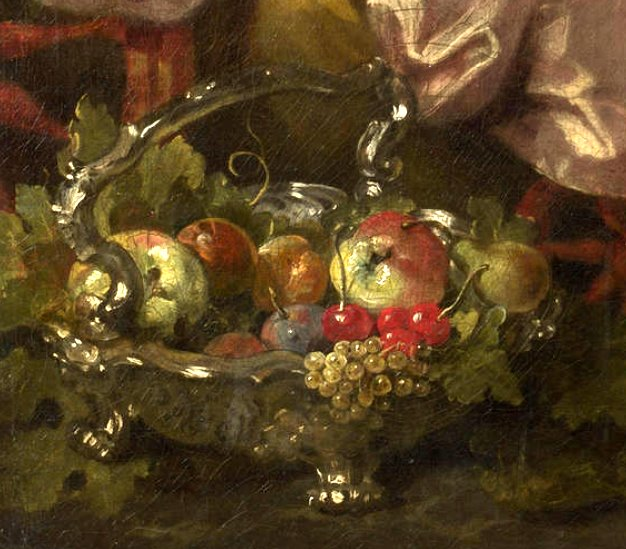
Cesta con frutas.
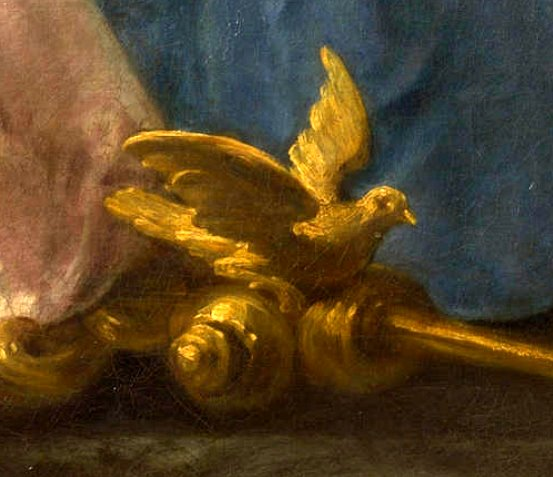
Pájaro volador en el carrito infantil.